# Ali Boulala

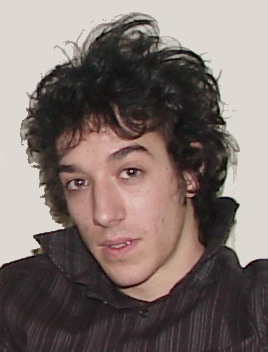

Ali Boulala (Stockholm, 28 januari 1979) is een professioneel skateboarder. Hij staat bekend om zijn legendarische poging tot het ollien van een trap met 25 treden, in de film Sorry voor Flip Skateboards. Tevens staat hij bekend om zijn veelzijdigheid met skateboarden, hij skate switch bijna even goed als normaal.

## Motorongeluk
Op 7 maart 2007 was Boulala de bestuurder van de motor in een ongeval waarbij Shane Cross van Flip Skateboards overleed. Boulala reed in op een muur van het Tramway Hotel in Melbourne. Cross en Boulala werden allebei naar het ziekenhuis vervoerd waar de 20-jarige Cross enkele uren later overleed.
10 april deelde een van de grootste kranten van Ali's thuisland Zweden mee, dat hij uit zijn coma is ontwaakt. Hij herinnert zich niks van het ongeluk. Zijn broer Omar, die tevens het goede nieuws aan de krant vertelde, deelde fans mee dat hij terug op het skateboard zal stappen. Doktoren verwachten dat hij 100% zal herstellen.
Boulala werd in 2008 vanwege het ongeluk veroordeeld tot een gevangenisstraf.

## Huidige sponsoren
- Flip Skateboards
- Supra Shoes
- KREW clothing

## Video's
- 1996: Transworld Magazine - Uno
- 1997: Transworld Magazine - Cinematographer
- 1998: Church of Skatan - Wild in the Streets
- 1999: Baker Skateboards - Bootleg
- 1999: Big Brother Magazine - Boob
- 2000: Baker Skateboards - Baker2G
- 2001: TSA Clothing - Life in the Fast Lane
- 2002: Flip Skateboards - Sorry
- 2002: Chomp on This
- 2003: Osiris Shoes - Subject to Change
- 2003: Flip Skateboards- Really Sorry
- 2003: Cliche' Skateboards - Bon Appetit
- 2005: Filmbot Files
- 2005: Baker Skateboards - Baker3
- 2005: Flip Skateboards - Extremely Sorry